# Ilia Proussikine
Ilia Vladimirovitch Proussikine (russe : Илья́ Влади́мирович Пруси́кин), né le 8 avril 1985 à Oust-Borzia, est un musicien, chanteur, producteur de disques, vlogger, réalisateur vidéo et scénariste russe. Il est surtout connu en tant que leader et fondateur du groupe punk -pop- rave de Saint-Pétersbourg Little Big . Il est également connu sous le nom de scène Ilich ( russe : Ильич   ), une blague faisant référence au patronyme et au personnage de Vladimir Lénine .

## Biographie
Ilia Prusikin est né en Sibérie, dans le village d'Oust-Borzia, oblast de Tchita (maintenant kraï de Transbaïkalie). Durant sa petite enfance, il déménage à Sosnovy Bor, situé dans l'oblast de Léningrad, avec ses parents, où il étudie le piano dans une école de musique pour enfants. Ilia Prusikin est ensuite diplômé en psychologie de l'Université d'État de la culture et des arts de Saint-Pétersbourg.
En 2011, il commence une collaboration avec un projet secondaire du studio russe de production amusante My Ducks Vision de Yuri Degtyarev intitulé «Спасибо», Ева!(Merci, Eva!), qui réunit des blogueurs vidéo en un grand réseau d'affiliation, et en 2012, il réalise Шоу Гаффи Гафа  (Le Guffy Gaff Show) et Великая рэп-битва (La grande bataille du rap). Ces deux programmes sont devenus les vidéos les plus populaires du réseau. Toujours en 2012, il produit et réalisé la sitcom Internet "Police Weekdays" (russe : Полицейские будни). Après trois épisodes, la série a été annulée pour une durée indéterminée.
En 2013, Ilia Prusikin et Eldar Dzharakhov fondent le partenariat artistique « ClickKlak ». Selon eux, le public de ClickKlack est composé de « garçons et filles avec un style de vie actif et un bon sens de l'humour ». La page de la chaîne contient des émissions telles que « Donnez-moi des lentilles » (russe : « Дай леща »), « Loto Thrash » (russe : « Трэш лото »), « Comme tu dis » (russe : « Как скажешь »), « Shocking Karaoké » (russe : « Шокирующее караоке »), « Destroyers d'expériences » (russe : « Разрушители экспериментов »), « Casser sa pipe » (russe : « Сыграл в ящ »), etc.

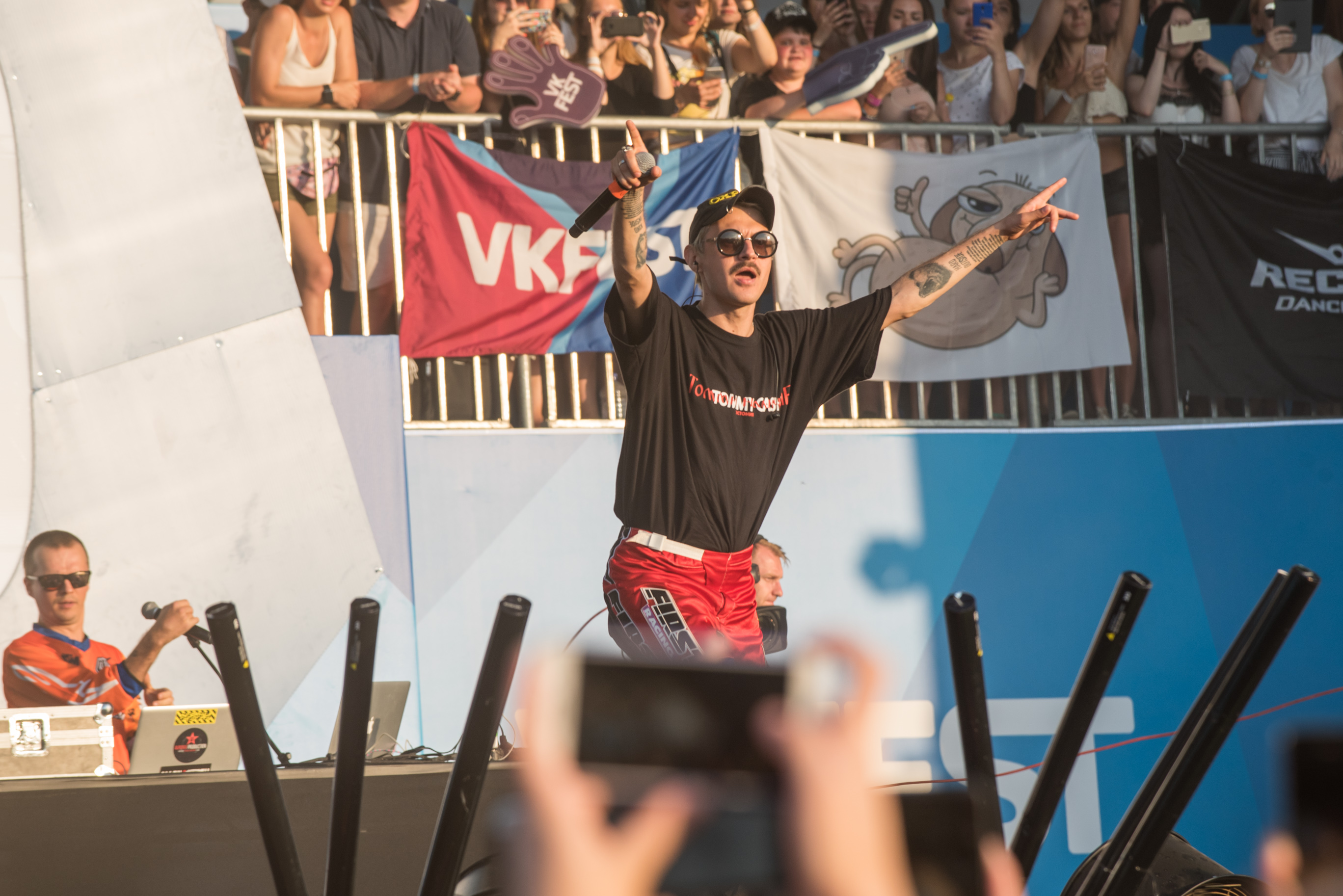
Ilia Prusikin avec Little Big au VK Fest 2018 à Saint-Pétersbourg, juillet 2018.

En 2003, il devient membre du groupe de Nu metal Tenkorr. il acquiert également de l'expérience en travaillant avec les autres groupes, dont Like A Virgin, St. Bastards et Construktorr. Depuis, Ilia Prusikin connait une plus grande reconnaissance nationale et internationale avec le groupe Little Big, fondé le 1er avril 2013. Tous les clips du groupe sont tournés par sa cofondatrice, Alina Pasok (russe : Алина Пязок).

## Vie privée
Le 6 juillet 2016, Ilia Prusikin épouse la musicienne Irina Smelaya, plus connue sous son nom de scène Tatarka. Leur fils Dobrynya nait le 26 novembre 2017.

Smelaya et Prusikin annoncent publiquement leurs divorce le 21 août 2020.

## Opinions politiques
En 2018, Ilia Prusikin cite le célèbre aphorisme : « L'État [russe] a assassiné ma patrie » et critique l'attitude désinvolte de la population russe envers la vie et, surtout, l'indifférence locale envers la corruption. Dans une interview de 2019 avec Ksenia Sobtchak, il fait part de son aversion totale pour la politique russe moderne, soulignant l'augmentation du « culte de l'intolérance et de la colère » dans la politique intérieure après 2012. Il soutient publiquement Ivan Golounov lors de la persécution du journaliste.
En 2022, après l'invasion russe de l'Ukraine, Ilia Prusikin déclare : « Nous adorons notre pays, mais nous sommes complètement en désaccord avec la guerre en Ukraine, de plus, nous pensons que toute guerre est inacceptable ». Il annonce également qu'il avait quitté le pays et déménagé à Los Angeles avec la chanteuse Sonya, déclarant que « nous sommes tellement dégoûtés par la machine de propagande militaire russe que nous avons décidé de tout laisser tomber et de quitter le pays, ». Le 23 juin 2022, il publie avec le groupe Little Big le single et le clip Generation Cancellation, condamnant la guerre en Ukraine.